# 蒂米里
蒂米里（Timiri），是印度泰米尔纳德邦Vellore县的一个城镇。总人口14939（2001年）。

## 人口
该地2001年总人口14939人，其中男性7410人，女性7529人；0—6岁人口1591人，其中男778人，女813人；识字率68.02%，其中男性为77.21%，女性为58.99%。